# Timmy Gillion
Timmy Gillion (Perpignano, 16 marzo 2002) è un pistard francese. Attivo come Elite/Under-23 dal 2021, ha vinto tre medaglie nella specialità della velocità a squadre agli Europei Elite.

## Palmarès
- 2019 (Juniores)

Campionati francesi, Velocità Junior
- 2025

Campionati europei, Velocità a squadre

## Piazzamenti

### Competizioni mondiali
- Campionati del mondo

Saint-Quentin-en-Yvelines 2022 - Velocità a squadre: 6º

### Competizioni continentali
- Campionati europei

Gand 2019 - Velocità a squadre Junior: 5º
Fiorenzuola d'Arda 2020 - Velocità Junior: 6º
Fiorenzuola d'Arda 2020 - Keirin Junior: 9º
Grenchen 2021 - Velocità a squadre: 2º
Anadia 2022 - Velocità a squadre Under-23: 4º
Monaco di Baviera 2022 - Velocità a squadre: 2º
Grenchen 2023 - Velocità a squadre: 3º
Anadia 2023 - Velocità a squadre Under-23: 4º
Anadia 2023 - Velocità Under-23: 9º
Heusden-Zolder 2025 - Velocità a squadre: vincitore